# MS Harmony of the Seas
El MS Harmony of the Seas, és un creuer de la classe Oasi, pertanyent a la companyia Royal Caribbean International. El contracte amb les drassanes de STX Europeva ser signat el desembre de 2012.
El vaixell va ser botat el juny de 2015 i inaugurat el 19 de maig de 2016. Pel pes i a les dimensions, és el segon vaixell de creuers més gran del món, després del Symphony of the Seas, que pertany a la mateixa classe, inaugurat el 2018. Té una capacitat màxima de fins a 6400 passatgers i 2394 membres de la tripulació. Opera sota bandera de les Bahames. Emet una mitjana de 250g de diòxid de carboni (CO₂) per passatger i per quilòmetre.

## Un dels vaixells de passatgers més grossos
Quan la companyia Royal Caribbean va planificar la classe Oasi, volia crear el creuer més gran del món. La diferència de 2.000 GT respecte als altres vaixells de la mateixa classe i un increment molt petit pel que es refereix a la mànega, li van atorgar el distintiu del vaixell de passatgers més gran dquan va ser estrenat. Royal Caribbean International va continuar la cursa al gegantisme amb tres vaixells encara més grossos, el darrere, Icon of the Seas (2024) amb capacitat de 7600 passatgers.
La companyia naviliera Royal Caribbean va triar Barcelona com a port base dels creuers pel Mediterrani per la primera temporada el 2016. Amb 18 cobertes, entre els atractius la nau disposa del tobogan d'aigua més alt en una nau, dos simuladors de surf o un parc natural interior amb més de 12.000 plantes. L'Harmony of the Seas va fer fins a l'octubre del 2016 rutes de cinc i set nits pel Mediterrani i després es va dedicar a navegar pel Carib.

## Impacte ambiental
L'augment del trànsit de creuers causa major problemes de pol·lució. Així, Barcelona és el port d'Europa més contaminat per sofre que prové de creuers que el 2022 tots junts hi van emetre 18.277 quilograms de diòxid de sofre. El Harmony of the Seas emet més sofre que uns quants milions d'automòbils, i les dades de NO₂ i aerosols atmosfèrics no són gaire bons tampoc.

## Galeria

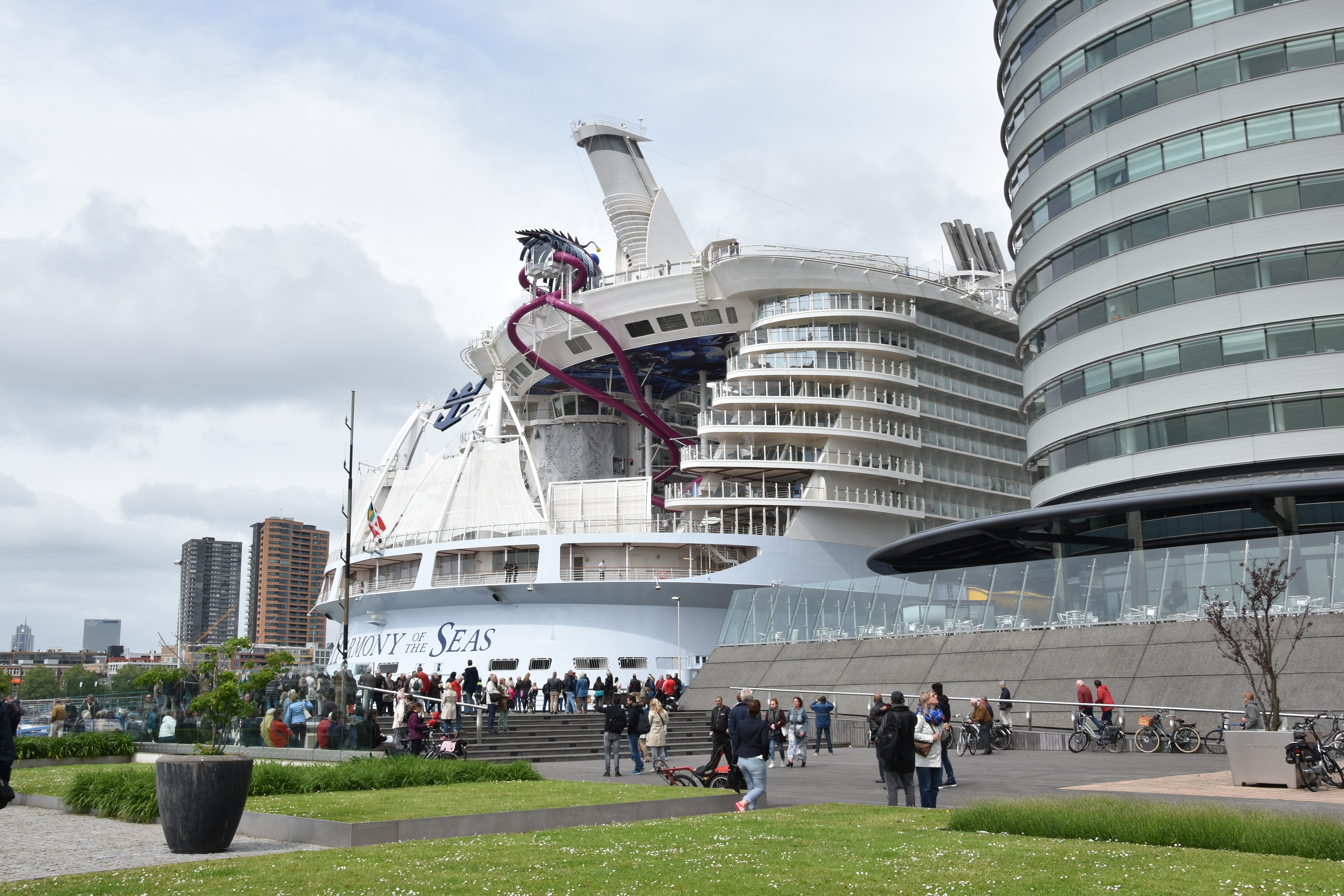
El MS Harmony of the Seas a Rotterdam.
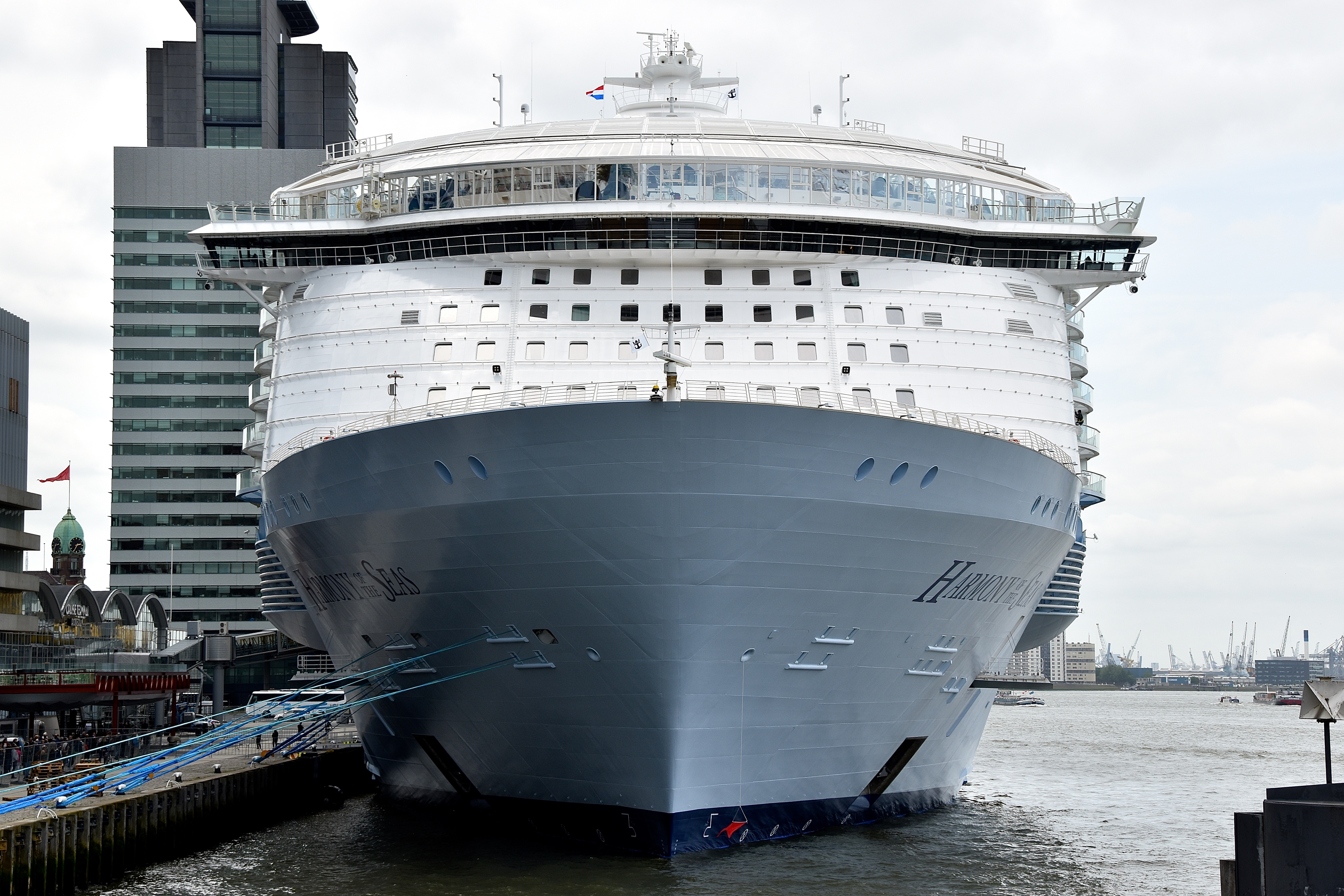
Imatge del MS Harmony of the Seas a Rotterdam.